# Клаусјирген Вусов
Клаусјирген Вусов (  * 30. април 1929. у Камијен Поморски; 19. јун 2007. у Ридерсдорф код Берлина) је био њемачки филмски и позоришни глумац. Био је и почасни држављанин Аустрије.
Дебитовао је на народној позорници у Шверину. Позоришну каријеру је наставио у позоришту Хебел и позоришту На насипу бродоградилишта у Берлину. као и у градским позориштима у Франкфурту, Диселдорфу, Келну, Цириху и Минхену. Од 1964. до 1986. је био члан позоришне трупе Бечког бургтеатра.

## Телевизијска каријера
70-их година 20. вијека Вусов је глумио у телевизијским серијама, као нпр. серији од 26 епизода Краљичин курир, гдје без дубла глуми и опасне сцене потпоручника Ротека. Играо је у серијама Рингштрасепалаис и Водник Бери, коју је напустио након 12 епизода.
Широј публици постаје познат тек после улоге професора Бринкмана у 70 апизода Клинике Шварцвалд (1985-1988). Ту серију је гледало око 28 милиона гледалаца, што је Вусову донијело велику популарност. Од 1996 до 2003, играо је поново сличну улогу у серији Клиника под палмама, али овај пут само 23 епизоде.
Окушао се и на радију, нпр. 1957. као Петер Кословски у петодјелној радио-драми На зеленој обали Шпре у режији Герта Вестфала.

## Приватни живот
После учешћа у рату, од 1946. Вусов је похађао гимназију у Варену. Женио се четири пута. Има кћерку Констанце која потиче из првог брака са Јоландом Франц. Из брака са глумицом Идом Кратендорф (1960-1991) потиче двоје дјеце, Барбара и Александер, који су такође постали глумци. Из трећег брака, са 26 година млађом новинарком Ивоном Фихофер, потиче његово најмлађе дијете, син Бењамин (1993.). После развода 2003., Вусов се 2004. изненада жени са Сабином Шолц, удовицом бившег боксера Бубија Шолца. Патећи од посљедица деменције, Клаусјирген је од јула 2006. живио под медицинским надзором у Штраусбергу у Бранденбургу. У задњим мјесецима свог живота је веома ослабио, тако да је у више наврата пребациван на интензивно одјељење евангелистичке болнице Ридерсдорф код Берлина, гдје је 19. јуна 2007 у 12:35 и преминуо.